# Ronald Gustave Kellett
Ronald Gustave Kellett (ur. 13 września 1909 w Eldon, zm. 12 listopada 1998 w Kent) – brytyjski lotnik, as myśliwski II wojny światowej, w czasie bitwy o Anglię dowódca polskiego Dywizjonu 303. Zestrzelił na pewno pięć samolotów, prawdopodobnie dwa i uszkodził jeden. Odznaczony DSO, DFC, kawaler Orderu Virtuti Militari V klasy.

## Życiorys
Ronald Gustave Kellett urodził się 13 września 1909 roku w Eldon w hrabstwie Durham w północnej Anglii. Jego ojcem był inżynier górnictwa Matthew Henry Kellett, właściciel kopalni, matką Szwajcarka Louise Antoinette Monthal. W wieku 14 lat porzucił naukę podejmując pracę jako goniec na giełdzie papierów wartościowych w Liverpoolu. W wieku 21 lat Ronald Kellett przybył do Londynu, gdzie zaczął obracać się w kręgach politycznych, zbliżając do Partii Konserwatywnej. Zajmował się również operacjami giełdowymi. W 1939 roku ożenił się z córką znanego chirurga, Daphne Louise Sheaf.
W 1933 roku wstąpił do 600. dywizjonu Royal Auxiliary Air Force, formacji będącej aktywną rezerwą RAF. Pierwszy lot w 600 dywizjonie odbył 12 stycznia 1934 roku. W 1938 roku został przeniesiony do 616 dywizjonu. W 1939 został dowódcą klucza. Po wybuchu II wojny światowej dywizjon ten stacjonował na lotnisku RAF Leconfield i odbywał loty patrolowe i w osłonie konwojów wzdłuż brytyjskiego wybrzeża. W lutym 1940 roku Ronald Kellett został przyniesiony do będącego w trakcie formowania 249 dywizjonu RAF, od maja pełniąc funkcję dowódcy eskadry. 12 czerwca awansował do stopnia squadron leadera (odpowiednik majora). W okresie pobytu Kelletta w 249 dywizjonie doszło do jednego tylko starcia z samolotami Luftwaffe.
19 lipca 1940 roku Ronald Kellett otrzymał przydział do formowanego Dywizjonu 303, gdzie miał zostać dowódcą ze strony brytyjskiej. 2 sierpnia przybył, wraz z grupą polskich i brytyjskich lotników, do bazy RAF w Northolt. 31 sierpnia, w pierwszym dniu po oficjalnym uzyskaniu gotowości bojowej, Ronald Kellett zestrzelił pierwszy nieprzyjacielski samolot: Messerschmitt Bf 109. Kolejne jedno pewne i jedno prawdopodobne zestrzelenie uzyskał 5 września, następne dzień później, kiedy jednak jego samolot został trafiony i uszkodzony a on sam ranny w nogi. Po powrocie do latania bojowego, 15 września zestrzelił jeden niemiecki samolot na pewno i jeden prawdopodobnie. Piąte pewne zwycięstwo powietrzne zaliczono mu 26 września 1940 roku. W locie 5 października uszkodził jeszcze jeden Bf 109. W uznaniu zasług dywizjonu i jego dowódcy, Ronald Kellett został odznaczony Distinguished Flying Cross (1 października 1940 roku) i Distinguished Service Order (25 października 1940 roku). W styczniu 1941 roku otrzymał Krzyż Srebrny Orderu Virtuti Militari.
18 grudnia 1940 roku Ronald Kellett opuścił Dywizjon 303 i został przeniesiony do formującego się 96 dywizjonu RAF. Dowodził nim do marca 1941 roku, po czym objął dowództwo skrzydła North Weald Wing, a następnie ośrodka treningowego dla pilotów myśliwskich. Od 1943 roku do zakończenia wojny pełnił funkcję doradcy lotniczego w Turcji. Po zakończeniu wojny zajmował się prowadzeniem operacji giełdowych i doradztwem finansowym, by na pewien czas powrócić w szeregi Royal Auxiliary Air Force jako dowódca 615 dywizjonu. Ostatecznie odszedł ze służby w październiku 1953 roku. Później osiadł z rodziną na wsi. Zmarł 12 listopada 1998 roku i został pochowany na cmentarzu w Benenden w hrabstwie Kent.